# One by One (песня)
«One by One» — первый американский и второй европейский сингл с двадцать второго альбома американской певицы и актрисы Шер It’s a Man’s World. Песня была написана Энтони Гриффитсом из группы The Real People и в 1990 году была выпущена в исполнении Джонни Логана.

## О песне
В 1987 ливерпульский музыкант Энтони Гриффитс написал эту песню для своей группы «Jo Jo & The Real People». Песня так и не была выпущена как сингл. Позже, группа сменяет название на The Real People и «One by One» так и не появляется среди 12 треков их дебютного альбома The Real Peoplе, выпущенного в 1991 году.
В 1990 ирландский музыкант Джонни Логан записал свою версию песни, которая была выпущена как сингл и попала в топ-20 ирландского чарта.
В 1995 году Шер записывает песню, а в следующем году выпускает её как второй европейский и первый американский сингл с альбома It's a Man's World. Фактически, песня была не известна до выпуска сингла Шер.
Несмотря на то, что «Walking in Memphis» была выбрана в качестве первого сингла, «One by One» имела больший успех в Великобритании, достигая 7-й позиции. В США песня достаточно была принята достаточно скромно, не попав в топ-40 Billboard Hot 100. Однако, песня стала большим хитом в других чартах Billboard: Hot Dance Singles Sales, Hot Adult Contemporary Tracks и Hot Dance Club Songs.

## Музыкальное видео
Оригинальное видео, выпущенное в Великобритании, показывает историю пары, которые борются со своими проблемами и постоянными ссорами, и в конце понимают, что на самом деле любят друг друга. Выпущенное в США видео отличалось от оригинального некоторыми новыми сценами, некоторыми удаленными сценами, а также анимацией в начале клипа. Третье видео было выпущена после огромного успеха сингла в клубах. Dan-O-Rama сделал ремикс-видео, в котором скомбинировал обе версии клипа. Ремикс, используемый в этом видео, — Junior Vasquez vocal edit.

## Выступления
- Шер исполнила песню в пятой части своего турне Living Proof: The Farewell Tour. Ремикс «Junior Vasquez Club Vocal Mix» был исполнен как часть «Love Medley».
- Шер исполнила песню в США на шоу Late Show with David Letterman в 1996.[2]

## Список композиций
Europe CD Maxi-Single (WEA 032 CD)
1. «One By One»
2. «One By One» (Junior Vasquez Mix)
3. «If I Could Turn Back Time»
4. «It’s a Man’s Man’s Man’s World»

Germany CD Single (WEA 032 CD)
Одинаковый треклист с European CD Single, но без «Junior Vasquez Mix».
US 12" Vinyl (PRO-A-8015)
- A1. «One By One» (Junior Vasquez Club Vocal Mix)
- A2. «One By One» (Junior Vasquez Club Dub)
- B1. «One By One» (X Beat Mix)
- B2. «One By One» (X Beat Dub)
- B3. «One By One» (Junior Vasquez Vocal Edit)

US CD Maxi-Single (9 43643-2)
1. «One By One» (with Melle Mel)
2. «I Wouldn’t Treat A Dog (The Way You Treated Me)» (Non-album Track)
3. «One By One» (Junior Vasquez Club Vocal Mix)
4. «One By One» (Junior Vasquez Club Dub)
5. «One By One» (X Beat Mix)
6. «One By One» (X Beat Dub)

US 12" Vinyl (0-43643)
Одинаковый треклист с US CD Maxi-Single', но без «X Beat Dub».
UK 12" Vinyl (SAM 1785)
- A1. «One By One» (Junior’s Club Vocal)
- A2. «One By One» (Club Dub 2)
- B1. «One By One» (Long Version)
- B2. «One By One» (Tribal Beats)
- B3. «One By One»

UK 12" Vinyl (WEA032T)
- A1. «One By One» (Junior’s Club Vocal)
- B1. «Walking In Memphis» (Shut Up And Dance Vocal Mix)
- B2. «Walking In Memphis» (Baby Doc Mix)

US CD Single (9 17695-2)
1. «One By One» (Album Version)
2. «I Wouldn’t Treat A Dog» (The Way You Treated Me) (Non-album Track)
3. «One By One» (Original UK Album Version)

UK 12" Vinyl (SAM 1763)
- A1. "One By One (Junior’s Club Vocal)
- A2. "One By One (Tribal Beats)
- B1. "One By One (Junior’s Club Dub 1)
- B2. «One By One (Junior’s Club Dub 2)

US 12» Vinyl Promo (PRO-A-8428)
- A1. «One By One» (Junior’s Pride Mix)
- A2. «One By One» (Bonus Beats)
- A3. «One By One» (Piano Dub)
- B1. «Walking In Memphis» (Shut Up And Dance Mix)
- B2. «Walking In Memphis» (Rated PG Mix)

## Официальные версии
- Main UK Version (5:06)
- Main US Version (4:06)
- Long Version (4:59)
- with Melle Mel (4:06)
- Junior’s Club Dub 1(7:22)
- Junior’s Club Dub 2 (4:00)
- Junior’s Club Vocal (8:45)
- Junior’s Club Vocal Edit (4:21)
- X Beat Mix (7:36)
- X Beat Dub (7:36)
- Tribal Beats (2:52)
- Junior’s Pride Mix (9:08)
- Bonus Beats (3:58)
- Piano Dub (5:26)

## Чарты
| Чарт (1996)                                  | Место |
| -------------------------------------------- | ----- |
| U.S. Billboard Hot 100                       | 52    |
| U.S. Billboard Hot 100 Singles Sales         | 52    |
| U.S. Billboard Hot Dance Club Play           | 7     |
| U.S. Billboard Hot Dance Singles Sales       | 6     |
| U.S. Billboard Hot Adult Contemporary Tracks | 9     |
| Argentinian Singles Chart                    | 93    |
| European Singles Chart                       | 34    |
| Italian Singles Chart                        | 16    |
| Irish Singles Chart                          | 13    |
| UK Singles Chart                             | 7     |